# Війна царств (комікс)
«Війна царств» (англ. «The War of The Realms») — сюжетна лінія коміксів американського видавництва Marvel Comics 2019 року. Писав комікси Джейсон Аарон, а малював Рассел Дотерман.
Історія отримала схвальні відгуки, а критики високо оцінили якість сюжету та малюнку. Хоча Marvel Comics скептично поставилася до його публікації, це був бестселер.
Подія бере свій початок ще з коміксу «Thor: God of Thunder» #1 2013 року.

## Передумови
Історія «Війни царств» мовить про те, як герої об'єднуються, коли Малекіт Проклятий веде свої сили на вторгнення в Мідґард, на останнє царство, яке він має в планах підкорити своїй волі.

## Сюжет
В Асґарді на Одіна полюють вбивці Малекіта, які розповідають, що вони створили Міст Темного Біфросту, який дозволить їм телепортуватися в будь-яке з десяти світів. На Землі Тор і його пекельний пес Торі відпочивають, коли перед ними з'являється Локі, який розповідає Тору, що Малекіт заколов його ножем. Тор погоджується на умови Локі допомогти йому знайти місцеперебування Малекіта. Локі, який виявляється Малекітом, переносить Тора в Йотунгейм, місце, де живуть крижані велетні; вони нападають на Тора. Після загибелі Тора Малекіт планує розпочати війну на Землі/Мідгарді. У Бронксі Людина-павук зустрічає матір Тора Фріггу, яка бореться проти вбивць Малекіта. Сіф та її валькірії зустрічаються з Фріґґою, оскільки більшість асґардійців зараз живуть на Землі як біженці. Валькірія посилає сигнал про наближення Малекіта, який чують Доктор Стрендж, Росомаха, Шибайголова, Каратель, Блейд, Примарний Вершник і Месники. Під час битви в Нью-Йорку Малекіт прибуває зі своєю Темною Радою (що складається з Чарівниці, Курса, Уліка, Мінотавра і Свартальгеймського болотного тигра). Лафей збирається з'їсти Фріґґу, але прибуває справжній Локі, рятує свою названу матір і бореться з Малекітом. Доктор Стрендж телепортує Малекіта геть, а Лофі лає Локі за його нещодавню зраду і з'їдає Локі. Наприкінці випуску Тор все ще живий і бореться проти Крижаних Велетнів.

## Персонажі

### Протагоністи
- Агенти Атласу
- Месники
- Одін
- Тор (Джейн Фостер)
- Тор Одінсон
- Фрея

### Антагоністи
- Даріо Аґґер
- Королева попелу
- Королева Янголів
- Король Лофей
- Король Улік
- Малекіт Проклятий
- Союз темряви
- Сіндр
- Чарівниця

### Інші
- Валькірія
- Веном, симбіонт
- Доктор Стрендж
- Едді Брок
- Людина-павук
- Месники
- Росомаха
- Фантастична четвірка

## Випуски

### Пролог до «The War of the Realms»
- «Asgardians of the Galaxy» #6–7
- «Avengers» Том 8 #14–17
- «Thor» Том 5 #10–11

### Головні комікси
- «War of the Realms» #1–6

### Тай-іни
- «Asgardians of the Galaxy» #8–10
- «Avengers» Том 8 #18–20
- «Captain Marvel» Том 10 #6–7
- «Champions» Том 3 #5–6
- «Deadpool» Том 5 #13–14
- «Fantastic Four» Том 6 #10
- «Giant-Man» #1–3
- «Moon Girl and Devil Dinosaur» #43
- «Superior Spider-Man» Том 2 #7–8
- «Thor» Том 5 #12–14
- «Tony Stark: Iron Man» #12–13
- «Unbeatable Squirrel Girl» Том 2 #43–46
- «Venom» Том 4 #13–15
- «War of the Realms: Journey into Mystery» #1–5
- «War of the Realms: New Agents of Atlas» #1–4
- «War of the Realms: Punisher» #1–3
- «War of the Realms: Spider-Man & the League of Realms» #1–3
- «War of the Realms Strikeforce: The Dark Elf Realm» #1
- «War of the Realms Strikeforce: The Land of Giants» #1
- «War of the Realms Strikeforce: The War Avengers» #1
- «War of the Realms: Uncanny X-Men» #1–3
- «War of the Realms: War Scrolls» #1–3

### Післямова
- «War of the Realms Omega» #1
- «Loki» Том 3 #1–5
- «Punisher Kill Krew» #1–5
- «Thor» Том 5 #15–16
- «Valkyrie» Том 3 #1–10

## Оцінки

### Критика
За даними вебсайту агрегатора оглядів Comic Book Roundup, випуск #1 отримав середню оцінку 8,6/10 на основі 25 рецензій від критиків. Адам Барнхардт із Comicbook.com стверджує: «Війна царств перетворює нудний Мідґард на крижаний, полум’яний постапокаліптичний пекельний пейзаж, і в кінцевому результаті виходить дивовижна книга, яку варто взяти до уваги».
Випуск #2 отримав середню оцінку 8,5/10 на основі 19 відгуків критиків на Comic Book Roundup. Дерон із Super Powered Fancast стверджує, що «Рассел Дотерман представляє прекрасний та потужний арт у цьому випуску, і всі деталі, включаючи кривавий висновок, виглядають дивовижно».
Випуск #3 отримав середню оцінку 8,6/10 на основі 16 відгуків критиків на Comic Book Roundup. Метт Аттанасіо з Comicsverse написав: «ВІЙНА ЦАРСТВ #3 настільки ж хвилююча, настільки й чудова. Швидкий темп письма Аарона в поєднанні з прекрасними сторінками Дотермана та Вілсона роблять це найліпшим випуском з кросоверу на цей момент».
Випуск #4 отримав середню оцінку 8,6/10 на основі 17 рецензій від критиків на Comic Book Roundup. Адам Барнхардт з ComicBook.com написав: «Ця історія ще далека від завершення, але вона вже є якісним зразком майстерного сторітелінгу».
Випуск #5 отримав середню оцінку 8,2/10 на основі 11 відгуків критиків на Comic Book Roundup. Брендон Дж. Ґріффін з Monkey Fighting Robots написав: «ВІЙНА ЦАРСТВ #5 — це повернення до старих сюжетних ліній Marvel Comics, миттєве повернення до класики, яка вміє розважати».
Випуск #6 отримав середню оцінку 9/10 на основі 10 відгуків критиків на Comic Book Roundup. Паштрік Малокі з Sequential Planet написав: «Війна царств — це вершина довгої семирічної сюжетної лінії, результат якої не розчаровує. Книга пречудова, можливо, найкраща комікс-подія з часів «Таємних воєн» Гікмана 2015 року».